# Indro Montanelli
Indro Montanelli (Fucecchio, 22 de abril de 1909 - Milão, 22 de julho de 2001) foi um jornalista e historiador italiano mais conhecido por ter adotado uma nova abordagem ao escrever sobre a história, em livros como História dos Gregos e História de Roma.

## Biografia
Nascido em uma família da alta burguesia, um de seus antepassados foi Giuseppe Montanelli, um escritor adversário de Giuseppe Mazzini, contrário a anexação da Toscana por Piemonte.
Ele pode ser considerado o jornalista italiano mais conhecido do século XX. De espírito e formação leiga, foi batizado com esse nome curioso, pois tinha os pais socialistas e ateus. Escreveu nos maiores jornais Italianos, como Il Corriere della sera e Repubblica, e em 1994 fundou o jornal La Voce (A Voz), que encerrou as atividades em 12 de abril de 1995.
Em 1935, a Itália fascista invadiu a Etiópia e ele foi como voluntário no exército italiano, participando da guerra (que começou em outubro de 1935) como segundo tenente num batalhão colonial de Ascari, ele foi ferido e teve de abandonar a luta.
Durante a Segunda Guerra, Indro foi o correspondente do Il Corriere della sera, principalmente durante a guerra russo-finlandesa. Em 1944 foi condenado a morte pelos nazistas e preso em San Vittore, em Milão, sendo perdoado após intervenção do arcebispo de Milão, Cardeal Ildefonso Schuster.
Morreu aos 92 anos em 22 de julho de 2001, às 17h30, após três semanas de internação na clínica Madonnina, em Milão.

## Trabalhos escritos
"História de Roma" ou, no original, Storia di Roma é um livro escrito por Indro Montanelli em 1957 pela editora Rizzoli Editore, trata-se da história da Antiga Roma (como seu nome já diz) desde a sua fundação até o começo da Idade Média, comentando e contando sobre a monarquia romana, seus reis, como os Tarquínios, guerras e ainda sobre outras figuras importantes, possuindo questões relacionadas a relatos de grandes pessoas da Antiguidade, como Tito Lívio.

## Filmografia
- Tombolo, paradiso nero (1947)
- Il generale della Rovere (1959)
- I sogni muoiono all'alba (1961)